# Khongolote
Khongolothe é um bairro da cidade e município moçambicano de Matola, pertencente ao posto administrativo do Infulene.